# البطولات الوطنية الأمريكية 1897 (كرة مضرب)
قائمة بالأبطال في 1897 البطولات الوطنية الأمريكية لكرة المضرب (المعروفة الآن باسم أمريكا المفتوحة):

## الكبار

### فردي رجال
روبرت ورين هزم  ويلبرفورس إيافس 4-6 8-6 6-3 2-6 6-2

### فردي سيدات
جولييت أتكاينسن هزم  إيليزابيث مور 6-3, 6-3, 4-6, 3-6, 6-3